# Jacobs Dream (album)
| Recensione        | Giudizio |
| ----------------- | -------- |
| Rock Hard tedesco |          |

Jacobs Dream è il primo album in studio dell'omonimo gruppo musicale power metal statunitense, pubblicato nel 2000 dall'etichetta discografica Metal Blade Records.

## Il disco
Il disco uscì a distanza di quattro anni dal loro primo demo che, per l'elevato numero di copie vendute, consentì alla band di siglare un accordo con la Metal Blade. Le parti di chitarra vennero eseguite da John Berry e Gary Holtzman, il batterista, mentre quelle di batteria vennero registrate per l'occasione da Rick May, il produttore. L'album contiene due canzoni presenti anche sul demo, si tratta di Love & Sorrow e Violent Truth, quest'ultima considerata una bonus track.

Lo stile delle composizioni si avvicina a quello degli Iron Maiden e dei Judas Priest, denotando un elevato tasso tecnico ed una tendenza verso il prog metal con delle ritmiche tipicamente power. Il cantante dimostra di essere in possesso di grandi doti vocali (a volte ricorda Bruce Dickinson) ed interpretative, dando il giusto pathos ai brani che trattano tematiche intimistiche e religiose.
Nel 2003 il CD è stato inserito dalla Metal Blade in un box set "slipcase" insieme al successivo Theater of War.

## Tracce
Testi di Jacobs Dream.
1. Kinescope – 3:34
2. Funambulism – 4:33
3. Scape Goat – 5:06
4. Mad House of Cain – 3:01
5. Tale of Fears – 4:29
6. Crusade – 4:10
7. Black Watch – 3:55 – (strumentale)
8. Love & Sorrow – 4:15
9. The Gathering – 3:24
10. Never Surrender – 4:13
11. The Bleeding Tree – 3:49
12. Violent Truth – 3:19 – (bonus track)

## Formazione
- David Taylor - voce
- John Berry - chitarra, synth
- Gary Holtzman - chitarra
- James Evans - basso
- Rick May - batteria

### Altri musicisti
- Rob Johnson - chitarra (in Black Watch)